# Base militaire Jug
Pour les articles homonymes, voir Jug.
La base militaire Jug (en serbe cyrillique : Jyг), également connue sous le nom de Cepotina (Цепотина), du nom de la colline sur laquelle elle est construite, est une base militaire située au sud de la Serbie. Elle est située à 5 km au sud de Bujanovac. Parfois surnommée le « Camp Bondsteel serbe », en référence à la base américaine au Kosovo, elle a été inaugurée par le président Boris Tadić, par le premier ministre Mirko Cvetković et par le ministre de la Défense Dragan Šutanovac. Elle est considérée comme la plus grande et la plus moderne des bases militaires de la région,.

## Localisation
La base Jug est située dans la vallée de Preševo au sud de la Serbie centrale ; elle se trouve également à quelques kilomètres de la limite entre la Serbie et le Kosovo, à 30 km de la frontière entre la Macédoine et la Serbie et à 90 km de la frontière avec la Bulgarie.
La localisation de la base à Bujanovac a fait l'objet d'une controverse. Riza Halimi, président du Parti d'action démocratique, un parti politique qui défend les intérêts des Albanais de la vallée de Preševo, et député au Parlement de Serbie, a affirmé :« La région représente un creuset multiethnique, le conflit de 2001 n’est pas effacé de la mémoire des habitants, je ne suis pas sûr que Bujanovac soit le lieu idéal pour une base de ce genre... ». Lors de l'inauguration de la base, le président Tadić, quant à lui, a affirmé : « Tous les citoyens de la Serbie qui désirent la paix et la stabilité dans la région et de meilleurs rapports interethniques doivent être satisfaits de la construction de la base Jug. Par contre, tous ceux qui ne désirent pas la paix ou qui sont liés à la criminalité organisée ne seront sûrement pas satisfaits ». Si le président considère la présence de l'armée serbe dans le secteur comme un « facteur clé » de la lutte contre le crime organisé et comme un facteur de stabilisation, les élus locaux albanais y voient l'occasion pour l'État serbe de militariser la région.

## Historique
Si le projet de construire la base Jug remonte à 2001, les travaux ont commencé en 2003 et se sont terminés en 2009, avec des retards dus au manque de financement. L'ensemble de la construction a coûté 18 millions d'euros. La superficie de la base est de 35 ha, avec une extension prévue de 60 ha.
Pendant les travaux, le camp était connu sous le nom de Cepotina. À partir du 23 janvier 2009, une consultation par Internet a été lancée pour choisir le nom définitif de la base. Diverses appellations ont été proposées comme Dušan le Grand, en l'honneur du fondateur de l'empire serbe, Obilić, en mémoire du héros de la bataille de Kosovo Polje, Jovan Belimarković (en), en souvenir de ce général de la seconde moitié du XIXe siècle ; les noms de Milan Tepić, général de l'Armée populaire yougoslave et héros national, ou de Goran Ostojić, ainsi que Jug (« Sud »), Cepotina, Južni bedem (« Mur sud ») et Mir i Sloboda (« Paix et Liberté »). Le nom de Jug a été finalement retenu comme étant neutre et non provocateur.

## Infrastructures
La base Jug comprend actuellement 44 bâtiments et est susceptible d'accueillir 1 000 soldats. Les installations comprennent des baraquements dotées de chambres à 4 lits avec des sanitaires séparés. On y trouve aussi un ensemble de terrains de sport, un restaurant de 2 000 couverts, une infirmerie, une chaufferie, une station service et un atelier de mécanique, ainsi que des entrepôts et des garages. Les installations médicales du camp doivent être également ouvertes à la population civile de la région,.